# Carlos Pacheco Cajas
Carlos Gilberto Pacheco Cajas (Valparaíso, 21 de diciembre de 1942-Valparaíso, 22 de noviembre de 2021 ) fue un futbolista chileno que jugaba como Mediocentro ofensivo. Desarrolló su carrera en equipos de Chile y el extranjero, además de ser internacional con la selección chilena.

## Trayectoria
Oriundo de Valparaíso, comenzó su carrera en el club Deportivo Yelcho del barrio Las Zorras, antes de unirse a las divisiones inferiores de Everton en 1960. Además, estudió en el Colegio Agustín Edwards de su ciudad natal como después el Colegio Salesiano La Gratitud Nacional en Santiago.
Jugó por Everton hasta 1966, siendo transferido la temporada siguiente a Unión Española, transformándose en el capitán del conjunto hispano, siendo compañeros de jugadores de la talla de Leonardo Véliz, Francisco Valdés, Juan Rodríguez Vega, entre otros. En total, participó en 111 partidos con la casaquilla roja, marcando 7 goles, hasta la temporada 1971.
En su país natal, también defendió los colores de Naval (1972), Palestino (1973) y Magallanes (1974).
En el extranjero, tuvo pasos por el Bolívar (1974) en Bolivia, donde coincidió con su compatriota Esteban Varas, Independiente de Santa Fe en Colombia y Deportivo Zacapa en Guatemala, donde fue compañero de su compatriota Carlos Díaz.

## Selección nacional
Fue citado por el entrenador Francisco Hormazábal para la Selección chilena B, con vistas a las Clasificación de Conmebol para la Copa Mundial de Fútbol de 1966.
Defendió la casaquilla de la Selección de Chile en 10 partidos oficiales, marcando un gol contra Uruguay el 3 de noviembre de 1971. Como miembro de la selección, formó parte de los equipos que obtuvieron la Copa del Pacífico y la Copa Juan Pinto Durán de 1971.

### Partidos internacionales
| Partidos internacionales | Partidos internacionales | Partidos internacionales                      | Partidos internacionales | Partidos internacionales | Partidos internacionales | Partidos internacionales | Partidos internacionales | Partidos internacionales | Partidos internacionales   |
| N.º                      | Fecha                    | Estadio                                       | Local                    | Resultado                | Visitante                | Goles                    | Asistencias              | DT                       | Competición                |
| ------------------------ | ------------------------ | --------------------------------------------- | ------------------------ | ------------------------ | ------------------------ | ------------------------ | ------------------------ | ------------------------ | -------------------------- |
| 1                        | 14 de julio de 1971      | Estadio Nacional, Santiago, Chile             | Chile                    | 3:2                      | Paraguay                 |                          |                          | Luis Vera/Raúl Pino      | Amistoso                   |
| 2                        | 21 de julio de 1971      | Estadio Nacional, Santiago, Chile             | Chile                    | 2:2                      | Argentina                |                          |                          | Luis Vera/Raúl Pino      | Copa Carlos Dittborn 1971  |
| 3                        | 4 de agosto de 1971      | Estado Monumental, Buenos Aires, Argentina    | Argentina                | 1:0                      | Argentina                |                          |                          | Luis Vera/Raúl Pino      | Copa Carlos Dittborn 1971  |
| 4                        | 8 de agosto de 1971      | Estadio de Puerto Sajonia, Asunción, Paraguay | Paraguay                 | 2:0                      | Chile                    |                          |                          | Luis Vera/Raúl Pino      | Amistoso                   |
| 5                        | 11 de agosto de 1971     | Estadio Nacional, Lima, Perú                  | Perú                     | 1:0                      | Chile                    |                          |                          | Luis Vera/Raúl Pino      | Amistoso                   |
| 6                        | 15 de agosto de 1971     | Estadio Hernando Siles, La Paz, Bolivia       | Bolivia                  | 3:4                      | Chile                    |                          |                          | Luis Vera/Raúl Pino      | Amistoso                   |
| 7                        | 27 de octubre de 1971    | Estadio Centenario, Montevideo, Uruguay       | Uruguay                  | 3:0                      | Chile                    |                          |                          | Luis Vera/Raúl Pino      | Copa Juan Pinto Durán 1971 |
| 8                        | 3 de noviembre de 1971   | Estadio Nacional, Santiago, Chile             | Chile                    | 5:0                      | Uruguay                  | Anotado                  |                          | Luis Vera/Raúl Pino      | Copa Juan Pinto Durán 1971 |
| 9                        | 26 de enero de 1972      | Estadio Jalisco, Guadalajara, México          | México                   | 2-0                      | Chile                    |                          |                          | Raúl Pino                | Amistoso                   |
| 10                       | 9 de febrero de 1972     | Estadio Sylvio Cator, Puerto Príncipe, Haití  | Haití                    | 1-0                      | Chile                    |                          |                          | Raúl Pino                | Amistoso                   |
| Total                    | Total                    | Total                                         | Presencias               | 10                       | Goles                    | 1                        |                          |                          |                            |

| Selección chilena | Selección chilena | Selección chilena |
| Año               | Partidos          | Goles             |
| ----------------- | ----------------- | ----------------- |
| 1971              | 8                 | 1                 |
| 1972              | 2                 | 0                 |
| Total             | 10                | 1                 |

## Clubes
| Club                   | País      | Año       |
| ---------------------- | --------- | --------- |
| Everton                | Chile     | 1963-1966 |
| Unión Española         | Chile     | 1967-1971 |
| Naval                  | Chile     | 1972      |
| Palestino              | Chile     | 1973      |
| Bolívar                | Bolivia   | 1973      |
| Magallanes             | Chile     | 1974      |
| Independiente Santa Fe | Colombia  | 1975      |
| Deportivo Zacapa       | Guatemala | 1976      |